# Il ritorno di Sherlock Holmes
Il ritorno di Sherlock Holmes (titolo orig. The Return of Sherlock Holmes) è una raccolta di 13 racconti dello scrittore britannico Arthur Conan Doyle, pubblicata nel febbraio 1905 presso McClure, Phillips & Co. a New York, e per l'editore Georges Newnes, Ltd. a marzo a Londra. Editi originariamente sullo Strand Magazine fra il 1903 e il 1904 (e su Collier's in America), hanno come protagonista il suo personaggio più famoso, Sherlock Holmes.
Dopo Il mastino dei Baskerville, ambientato prima della morte dell'investigatore e pubblicato fra il 1901-1902, gli appassionati e i seguaci di Holmes richiesero a gran voce nuove avventure dell'infallibile detective, e poiché «nessun coroner ne aveva ritrovato il corpo», come lo stesso Conan Doyle scrive nell'introduzione all'ultima raccolta, Il taccuino di Sherlock Holmes, fu facile per l'autore far tornare, vivo e vegeto, il suo amato-odiato personaggio.
È quindi con L'avventura della casa vuota, racconto ambientato nel 1894, che ricominciano le avventure di Holmes, scomparso dalle scene per tre anni, nel quale spiega il periodo fra il 1891-1894. In questa stessa raccolta si iniziano a conoscere alcune attività che Holmes ha intrapreso dopo la conclusione della sua carriera investigativa: nell'ultimo racconto Watson asserisce che Holmes si è ritirato nel Sussex per studiare e allevare le api.

## Personaggi
- Sherlock Holmes
- Dottor Watson
- Colonnello Moran: è un personaggio che compare nel racconto L'avventura della casa vuota mentre tenta di uccidere Sherlock Holmes per vendicare la morte del professor Moriarty, nascondendosi nel seminterrato di una casa disabitata situata davanti al 221B di Baker Street, ma Holmes lo precede e lo consegna alla giustizia. Viene definito da Holmes "il secondo uomo più pericoloso di Londra". Il Colonnello Moran appare anche nella commedia teatrale Il diamante della corona (The crown diamond), una delle tre opere teatrali di Sherlock Holmes scritte da Doyle.

## Racconti
La raccolta è composta da tredici racconti, in alcuni casi è riportato più di un titolo in italiano visto che talvolta nelle diverse edizioni i titoli dei racconti sono stati tradotti in modo diverso. Tra parentesi è riportato il titolo originale:
- L'avventura della casa vuota (The Adventure of Empty House)
- L'avventura del costruttore di Norwood (The Adventure of the Norwood Builder)
- L'avventura degli omini danzanti (The Adventure of the Dancing Men)
- L'avventura del ciclista solitario o L'avventura della ciclista solitaria (The Adventure of the Solitary Cyclist)
- L'avventura della scuola del priorato o L'avventura del maestro di scuola o L'avventura della Priory School (The Adventure of the Priory School)
- L'avventura di Black Peter o L'avventura di Peter il pirata o L'avventura di Peter il Nero (The Adventure of Black Peter)
- L'avventura di Charles Augustus Milverton (The Adventure of Charles Augustus Milverton)
- L'avventura dei sei Napoleoni (The Adventure of the Six Napoleons)
- L'avventura dei tre studenti (The Adventure of the Three Students)
- L'avventura degli occhialini d'oro o L'avventura dei pince-nez dorati (The Adventure of the golden Pince-Nez)
- L'avventura del giocatore scomparso o L'avventura del trequartista scomparso (The Adventure of the Missing Three-Quarter)
- L'avventura di Abbey Grange (The Adventure of the Abbey Grange)
- L'avventura della seconda macchia (The Adventure of the Second Stain)

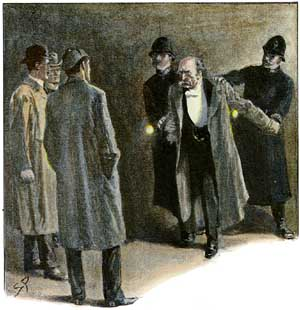
L'arresto di Moran

### L'avventura della casa vuota
Il racconto, pubblicato nell'ottobre del 1903 sullo Strand Magazine, tratta del ritorno a Londra di Sherlock Holmes dopo essere stato creduto morto da tutti. Holmes indaga sull'omicidio di Ronald Adair, figlio del Conte di Maynooth.

### L'avventura del costruttore di Norwood
Il racconto, pubblicato nel novembre 1903 sullo Strand Magazine, tratta del caso del signor John Hector McFarlane, accusato dell'omicidio del signor Jonas Oldacre, un costruttore di Norwood. Il signor Oldacre si era presentato a McFarlane come un amico di famiglia, ed era intenzionato a lasciargli tutti i suoi beni tramite testamento, ma dopo aver redatto l'atto era stato trovato morto carbonizzato. Holmes riuscirà a salvare dalla forca McFarlane, simulando un incendio a casa di Oldacre e stanandolo dal suo nascondiglio dietro la parete. Oldacre aveva deciso di inscenare il suo stesso omicidio e di far condannare il McFarlane, in modo tale da potersi vendicare con la madre di McFarlane che in gioventù aveva respinto il suo corteggiamento.

### L'avventura degli omini danzanti
Il racconto, pubblicato nel dicembre 1903 sullo Strand Magazine, tratta del caso del signor Hilton Cubitt, che si reca da Holmes per chiedergli di decifrare degli strani disegni composti da omini danzanti, che compaiono nei dintorni di casa sua nel Norfolk. Appare subito chiaro che i disegni sono indirizzati alla moglie di Hilton, un'americana dal passato misterioso di nome Elsie. Holmes riesce a decifrare i geroglifici, ma arriva troppo tardi: Hilton viene ritrovato morto accanto a sua moglie, che ha tentato il suicidio. Holmes incastra il signor Abe Slaney, un americano facente parte di un gruppo di criminali capeggiati dal padre di Elsie. Slanley voleva convincere Elsie a onorare la promessa di matrimonio fatta tempo prima ma essa aveva rifiutato, così lui, furioso, si era presentato a casa di Elsie. Il marito vedendolo decide di sparargli ma manca il bersaglio, Abe risponde al fuoco uccidendolo; vedendo la situazione Elsie decide di spararsi tuttavia resterà solo in coma e mentre Slaney verrà condannato all'ergastolo, Elsie si salverà e dedicherà il resto della sua vita ad amministrare i beni del marito.

### L'avventura del ciclista solitario
Il racconto, pubblicato nel gennaio 1904 sullo Strand Magazine, si svolge a Charlington dove la signorina Violet Smith, rimasta orfana di padre, riceve la visita di due uomini provenienti dal Sudafrica, il signor Carruthers e il signor Woodley, che si spacciano per gli amici di suo zio Ralph Smith, unico parente ancora in vita del defunto padre della ragazza. Woodley inizia a fare la corte alla ragazza ma viene respinto, mentre Curruthers la assume come insegnante di musica per sua figlia. Durante la permanenza a casa di Curruthers, la signorina Violet inizia ad essere seguita da un uomo in bicicletta. Ben presto anche Curruthers chiede la mano a Violet, che rifiuta e decide di abbandonare il lavoro. Dopo essere partita da casa Carruthers, Violet viene rapita e costretta a sposare Woodley. Holmes e Watson sopraggiungono a Charlington appena in tempo per salvarla, aiutati dal misterioso uomo in bicicletta, che si rivela il signor Curruthers. I due uomini provenienti dal Sudafrica avevano conosciuto lo zio di Violet che, in punto di morte, si era rifiutato di fare testamento, quindi la sua cospicua eredità sarebbe passata a Violet, e per questo entrambi volevano sposarla. Curruthers però si era realmente innamorato della donna e aveva iniziato a seguirla in bicicletta per proteggerla da Woodley.

### L'avventura della scuola del priorato
Il racconto, pubblicato nel febbraio del 1904 sullo Strand Magazine, si svolge a Mackleton, dove Holmes e Watson si recano in aiuto del dottor Thorneycroft Huxtable, direttore di una scuola prestigiosa. I due amici devono risolvere il caso della sparizione del professore di tedesco Heiddegger e dello studente Lord Satir, figlio del duca di Holdernasse. Holmes inizia a seguire le tracce lasciate dalla bicicletta del professore nella brughiera e lo ritrova morto a causa di una ferita alla testa. Indagando nei pressi della scuola, Holmes e Watson giungono a un albergo gestito dal signor Ruben Hayes che, avendoli sorpresi a esplorare i dintorni, li caccia via. I due decidono di tornare alla scuola ma sulla via del ritorno incontrano James Wilder, segretario del Duca, e lo seguono fino all'albergo senza essere visti. Holmes, spiando dalle finestre scoprirà che è proprio Wilder il rapitore: l'uomo infatti è figlio illegittimo del duca, perciò aveva sequestrato Satir per impedire che acquisisse l'eredità di suo padre. James riesce a scappare in Australia per non essere giudicato, mentre Hayes viene condannato per l'omicidio del professore.

### L'avventura di Black Peter
Il racconto, pubblicato nel marzo del 1904 sullo Strand Magazine, tratta del caso di omicidio di Peter Cary detto il Nero, morto a causa di un colpo di fiocina nel suo capanno a Forest Row. Il maggior sospettato è John Hopley Neligan, figlio di un banchiere, che era stato sorpreso mentre cercava di entrare nel capanno per recuperare dei titoli azionari appartenuti a suo padre. Non convinto delle motivazioni dell'ispettore Hopkins riguardo alla colpevolezza di John, Holmes decide di pubblicare un finto annuncio per reclutare un fiociniere. Si presentano tre persone, tra le quali Patrick Cairns, che Holmes riconosce come colpevole. Cairns e Peter il Nero avevano partecipato a una spedizione sulla nave Unicorn, dove avevano salvato dal naufragio il padre di John. Peter il Nero, dopo aver scoperto che il naufrago era in possesso di titoli azionari di un certo valore, aveva deciso di ributtarlo in mare. Patrick voleva una parte dei guadagni in cambio del suo silenzio, ma Peter il Nero si era rifiutato di pagare, rimanendo ucciso nella colluttazione.

### L'avventura di Charles Augustus Milverton
Il racconto, pubblicato nell'aprile del 1904 sullo Strand Magazine, tratta del caso di Eva Blackwell, promessa sposa del conte di Dovercurt. Eva viene ricattata da Charles Auguste Milverton, che è in possesso di alcune lettere che la donna aveva scritto a un altro uomo prima di fidanzarsi. Holmes, dopo essere stato messo al corrente delle abitudini del ricattatore, decide di rubare le lettere, e si reca con Watson nella casa di Milverton. Durante il furto i due amici sono costretti a nascondersi, poiché Milverton entra nella stanza, seguito poco dopo da una donna, che lo uccide e si dà alla fuga. La donna era una delle vittime di Milverton, che non avendo più nulla da perdere aveva deciso di ucciderlo. Watson e Holmes riescono a bruciare i documenti e fuggire a loro volta senza rivelare all'ispettore Lestrade quello che hanno visto.

### L'avventura dei sei Napoleoni
Il racconto, pubblicato nel maggio 1904 sullo Strand Magazine, parla del caso di un uomo misterioso che si introduce nelle case per rompere busti in gesso di Napoleone. Il commissario Lestrade pensa che si tratti di un pazzo ossessionato da Napoleone, ma Holmes non è convinto, poiché i busti provengono tutti dalla stessa fabbrica. Il giorno seguente a casa del signor Harker vengono ritrovati un busto in gesso spezzato e il cadavere di Pietro Vennucci, mafioso italiano. Sul cadavere viene ritrovata la foto di un altro italiano, Beppo, un mascalzone che lavorava nella ditta produttrice dei busti. Holmes riesce a individuare l'ubicazione di un altro busto, e insieme a Watson e Lestrade si apposta all'esterno della casa. Beppo tenta il furto e viene prontamente fermato e arrestato, ma si rifiuta di parlare. Holmes, dopo aver trovato il sesto e ultimo busto, lo rompe e trova all'interno la perla nera dei Borgia, che era stata rubata alla sorella del morto, Lucrezia Vannucci. Beppo, dopo essere venuto in possesso del gioiello lo nascose dentro uno dei busti per poi recuperarlo in seguito.

### L'avventura dei tre studenti
Il racconto, pubblicato nel giugno 1904 sullo Strand Magazine, è ambientato in una città universitaria, dove Holmes e Watson si recano in aiuto del professor Hiltom Soames. Il signor Soames aveva il compito di preparare i testi per gli esami finali, e teneva le bozze nella sua camera, ma il suo domestico aveva dimenticato la porta aperta e qualcuno si era introdotto per leggere il testo della prova. I sospetti ricadono sui tre studenti che devono sostenere l'esame: lo sportivo Gilchris, l'indiano Daulat Ras, e il giovane arrogante Miles McLaren. Holmes vuole ispezionare gli appartamenti ma Miles si rifiuta di aprire, e per questo viene sospettato. Holmes però analizzando le impronte nell'ufficio e confrontandole con quelle dei campi sportivi e delle scarpette per il salto in lungo scopre che il colpevole è Gilchris.

### L'avventura degli occhialini d'oro
Il racconto, pubblicato nel luglio del 1904 sullo Strand Magazine tratta del caso di omicidio di Willoughby Smith, segretario del professor Coram. L'uomo era stato trovato morto con in mano degli occhialini d'oro, mentre cercava di impedire a qualcuno di impossessarsi di alcuni documenti. Dopo aver indagato nei dintorni dell'abitazione, Holmes scopre che l'assassino non si è mai allontanato dalla casa, e si nasconde in una stanza segreta dietro una libreria. L'assassino è Anna, la moglie del professore, che stava cercando delle lettere che avrebbero scagionato un suo amico, prigioniero in Russia. Vistasi scoperta Anna aveva afferrato il coltello e aveva ucciso il segretario per difendersi. Poi nel tentativo di fuggire era finita in camera del professore che aveva deciso di nasconderla. Anna si suiciderà per non essere condannata, ma Holmes consegnerà i documenti all'Ambasciata Russa per salvare il suo amico.

### L'avventura del giocatore scomparso
Il racconto, pubblicato nell'agosto del 1904 sullo Strand Magazine, tratta della scomparsa del giocatore di rugby Godfrey Staunton, allontanatosi dopo aver spedito un telegramma al dottor Armstrong. Dopo aver pedinato il dottore con l'aiuto del cane Pompey, Holmes e Watson giungono in una cottage nei pressi di Cambridge, dove trovano Staunton in lacrime vicino al corpo di sua moglie. Staunton aveva nascosto la relazione per non essere diseredato da suo zio, ma la moglie si era recentemente ammalata ed era morta. Holmes e Watson lasciano la casa promettendo di non rivelare nulla.

### L'avventura di Abbey Grange
Il racconto, pubblicato nel settembre del 1904 sullo Strand Magazine, è ambientato nel Kent, dove Watson e Holmes si recano per aiutare l'ispettore Stanley Hopkins a risolvere il caso dell'omicidio di Eustace Brackenstall. Secondo la testimonianza della moglie dell'uomo, Maria Frasier, un gruppo di ladri era entrato in casa, e aveva ucciso il marito dopo aver rubato l'argenteria. Holmes, non convinto del racconto, svolge le sue indagini e scopre che nel caso è implicato il marinaio Jack Crocker, che aveva conosciuto Maria tempo addietro. Jack confesserà l'omicidio: lui era innamorato di Maria, e dopo aver scoperto che Eustace la maltrattava si era recato a casa sua per vederla, ma Eustace li aveva scoperti reagendo violentemente. Holmes dopo aver sentito la confessione decide di lasciare libero Jack.

### L'avventura della seconda macchia
Il racconto, pubblicato nel dicembre del 1904 sullo Strand Magazine, tratta del Primo ministro Lord Bellinger e del segretario di Stato per gli affari europei Trelawney Hope, che si recano da Holmes per ritrovare un importante documento sottratto dall'abitazione di Hope. Holmes inizia ad indagare sulle spie a lui note, e scopre che una di esse, Eduardo Lucas, è stata assassinata dalla moglie la notte dopo il furto. Il detective perquisisce la casa di Lucas, ma trova il nascondiglio del documento vuoto. Holmes decide di interrogare la moglie del segretario Hope, e scopre che era stata ricattata da Eduardo, quindi aveva rubato il documento per lui, ma dopo aver saputo della sua morte era andata a recuperarlo con uno stratagemma. Holmes decide di riporre il documento nella scatola dove si trovava al principio, senza rivelare altro a Bellinger e Hope.

## Edizioni italiane
- Il ritorno di Sherlock Holmes, edizione a puntate, Milano, La Domenica del Corriere, 1904-1905. - in fascicoli illustrati, Il Romanzo Mensile, Milano, dicembre 1907 - gennaio 1908.
- Il ritorno di Sherlock Holmes, traduzione di Maria Gallone, Milano-Roma, Rizzoli, maggio 1950. - Milano, Mondadori, 1959-2024; in Sherlock Holmes. Tutti i romanzi e tutti i racconti, Collana Oscar draghi, Mondadori, 2018, ISBN 978-88-047-0542-0.
- Il ritorno di Sherlock Holmes, in  Sherlock Holmes. L'opera completa di Sir Arthur Conan Doyle, Vol. 2 [di 4], a cura di Aldo Peruzzo, Sesto San Giovanni (Milano), Aldo Peruzzo Editore, 1988.
- Il ritorno di Sherlock Holmes, traduzione di Marika Boni Grandi e di G. Giambalvo (solo per Il ciclista solitario), Collana Il Giallo Classico n.2, Milano, Garden Editoriale, agosto 1989. - Collana Giallissimo n.23, Garden Editoriale, 1995.
- Il ritorno di Sherlock Holmes, in  Tutto Sherlock Holmes, traduzione di Nicoletta Rosati Bizzotto, Roma, Newton Compton, 1991-2024. - Milano, Fabbri Editori, 2002.
- Il ritorno di Sherlock Holmes, in  Sherlock Holmes. Tutti i racconti, traduzione di Luca Lamberti (i.e., Anonima, redazionale), Collana ET Biblioteca n.58, Torino, Einaudi, 2011, ISBN 978-88-062-0901-8.
- Il ritorno di Sherlock Holmes, traduzione di Fiorella Minervino, Collana Classici del Giallo, Santarcangelo di Romagna, Rusconi, 2019, ISBN 978-88-180-3398-4.
- Il ritorno di Sherlock Holmes, traduzione di Giancarlo Carlotti, Collana UEF. I Classici, Milano, Feltrinelli, 2024, ISBN 978-88-079-0464-6.